# Ira Losco
Ira Losco  (Sliema, 31 de julho de 1981) é uma cantora maltesa. Conhecida internacionalmente por terminar em segundo lugar no Festival Eurovisão da Canção 2002 com a canção "7th Wonder". A sua carreira musical começou em 1997, quando entrou no grupo infantil "Tiara". A partir de 2002 seguiu uma carreira a solo.
Participou mais tarde no Festival Eurovisão da Canção 2016 onde alcançou o 12º lugar com a múscia "Walk on Water". representando o seu país, a Malta. 

## Discografia
- Someone Else (2004)
- Accident Phone (2005)
- Blends & Remixes of Someone Else (2005)
- Unmasced: the unplugged album (2006)
- Fortune Teller (2008)
- Mixed Beats (2009)
- Fire (2013)